# Jean Chanorier
Vous lisez un « bon article » labellisé en 2010.
Jean Chanorier, né le 16 novembre 1746 à Lyon et mort le 29 mai 1806 à Croissy-sur-Seine, est un agronome et homme politique français. Seigneur, puis maire de Croissy-sur-Seine, il fut député, puis conseiller général de Seine-et-Oise et membre associé de l’Institut.
Il est connu pour avoir introduit en France la race ovine des mérinos. Inquiété durant la Terreur malgré ses idées patriotes, son amitié avec Joséphine de Beauharnais lui valut ensuite, sous le Consulat, la protection du gouvernement et sa nomination à l’Institut.

## Biographie

### Le seigneur de Croissy

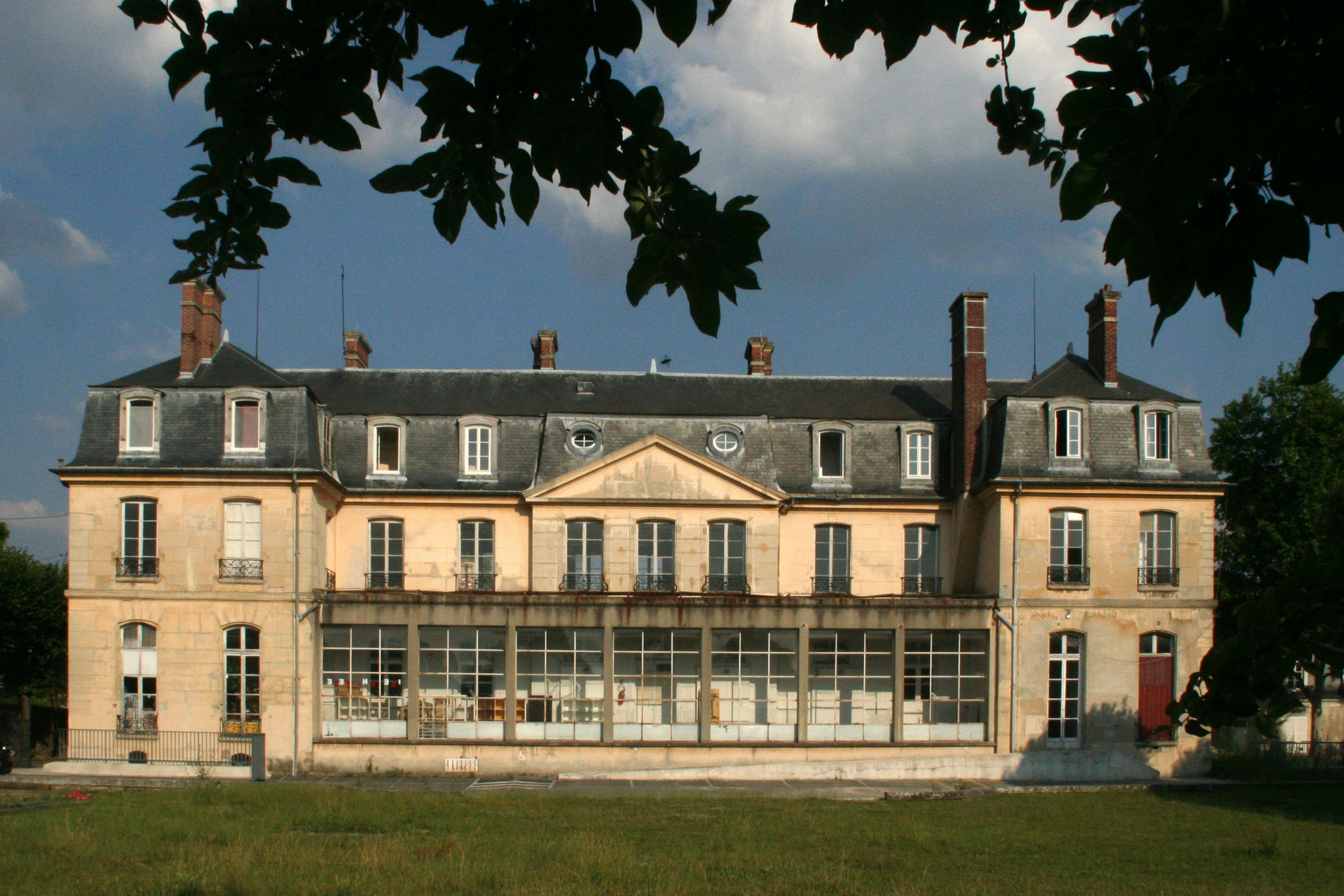
La façade côté jardin du château de Croissy, résidence à partir de 1779 de Jean Chanorier qui fut le dernier seigneur et le premier maire de Croissy.

Jean Chanorier est le fils unique d’Hugues Eustache Chanorier (mort en 1769), écuyer, secrétaire du roi, receveur des tailles de l’élection de Lyon, puis receveur général ancien des finances de la généralité d'Auch, et de Jeanne Marie Philippe Pollet, son épouse. Son grand-père Eustache Chanorier, qui avait renoncé au droit de bourgeoisie à Lyon en 1702 était juge et maire de Cluny, lieutenant de l’élection et représentant du tiers état, ainsi que procureur pour l’abbé à l’Hôtel-Dieu de Tournus en 1704. Jean Chanorier appartient donc à une riche famille bourgeoise en voie d’anoblissement.
En 1771, il succède à son père dans la charge de receveur général des finances, charge qu’il conservera (malgré sa suppression temporaire par Necker en 1780), jusqu’à ce qu’il la revende en 1789. En 1779, il achète pour la somme de 198 160 livres la seigneurie de Croissy-sur-Seine, relevant du prince de Condé. Son domaine occupe, sur le seul territoire de Croissy, près de 40 hectares, soit plus de 20 % de la superficie de la commune. Il comprend un château, construit en 1754 pour Gautier de Beauvais. Cette gentilhommière de style classique porte toujours aujourd’hui le nom de « château Chanorier ».
Afin de mieux connaître et valoriser son domaine, il en fait dresser par l’arpenteur René Phelipeau un plan terrier en 1781. Très vite, il se lie d’amitié avec son voisin Henri Bertin, ancien contrôleur général des finances et propriétaire du domaine de la seigneurie de Chatou, lequel partage ses idées en matière d’agronomie. En plus du château de Croissy, Jean Chanorier conserve son domicile parisien, rue Neuve-du-Luxembourg, où il reçoit Benjamin Franklin et son fils. Il fréquente également les nièces de l’avocat général Séguier et le médecin Louis-Guillaume Le Veillard, un ami proche de Franklin.

### L’agronome

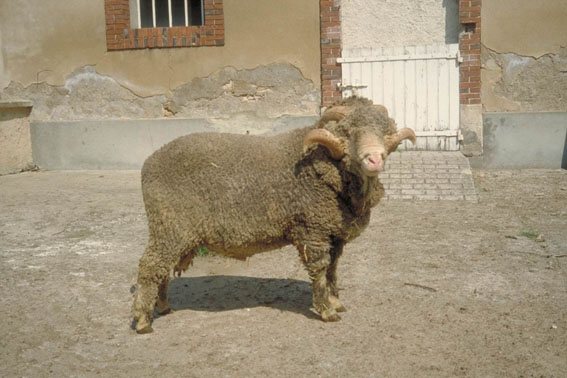
Jean Chanorier a joué un rôle dans la diffusion du mérinos de Rambouillet en France.

Grand propriétaire terrien, correspondant de Daubenton, Chanorier contribue à l’amélioration de l’élevage ovin en France en y introduisant le mérinos en 1786. Il est alors l’un des trois propriétaires de ces moutons d’origine espagnole, avec Louis Silvy, à Champgueffier, et le roi dans sa bergerie de Rambouillet. C’est dans cette dernière que Chanorier, premier acheteur de la bergerie, s’est procuré ses propres bêtes. Elles-mêmes viennent du troupeau acheté à Ségovie (Espagne) par le diplomate Jean-François de Bourgoing. Ayant acheté une vingtaine de têtes en 1786, Chanorier, par une reproduction soigneusement contrôlée, augmente la taille de son troupeau à 300 têtes en 1793, puis 350 en 1799, sans compter la centaine d’agneaux qu’il vend chaque année. Chanorier accorde une grande importance au choix des femelles, contrairement à l’usage courant de l’époque. Par le croisement de brebis locales, sélectionnées par ses soins, avec des béliers espagnols, il obtient une variété métisse, dont la laine est indistinguable de celle d’Espagne. Son troupeau est réputé parmi les agronomes qui s’intéressent alors aux possibilités d’acclimatation du mérinos d’Espagne en France. Chanorier adopte pour ses mérinos, à la suite de Perthuis un système de bergerie sur plancher pour récupérer le fumier fortement imprégné d’urine, qui constitue un engrais fertile.
Le troupeau de Chanorier est considéré comme d’importance publique, à tel point que lorsqu’il se verra contraint d’émigrer en Suisse pour échapper à la Terreur, en 1795, ses moutons seront protégés par le vétérinaire François-Hilaire Gilbert, qui les fait transférer à la bergerie nationale de Rambouillet, sous la garde de son directeur, Tessier. Le Comité de salut public décrète le domaine et le troupeau de Chanorier « établissement rural », évitant leur vente après la saisie, et les place sous le contrôle de la commission d’agriculture et des arts. Tessier, Gilbert et Huzard collaborent pour assurer la bonne conservation du troupeau. En rentrant d’exil, Chanorier aura la surprise de constater que son troupeau s’est agrandi et qu’il s’est donc enrichi durant son absence. Le soutien des plus grands noms de la médecine vétérinaire de l’époque s’explique par l’enjeu économique et scientifique de l’acclimatation du mouton mérinos en France.
Son travail d’expérimentation agronomique ne s’arrête pas à l’élevage : il met en place un système de puisage à manivelle pour l’irrigation des cultures maraîchères ; fait clôturer son domaine pour le protéger des déprédations animales, notamment des lapins qui abondent sur les terres voisines du comte d’Artois ; fait planter des mûriers pour l’élevage des vers à soie ; installe un métier à tisser Vaucanson ; enfin, en 1788, il fait ouvrir une école dans la grande rue du village.
Alors que la pomme de terre est encore une nouveauté en France, Chanorier démontre par l’expérimentation qu’il est possible de cultiver ce tubercule sur des sols arides et siliceux en reportant au printemps la plantation. Cette méthode sera signalée dans le Cours complet d’agriculture de l’abbé Rozier et de ses continuateurs. Enfin, il met au point et développe une nouvelle variété de pomme de terre qui portera son nom, la « chanorière ».

### L’homme politique

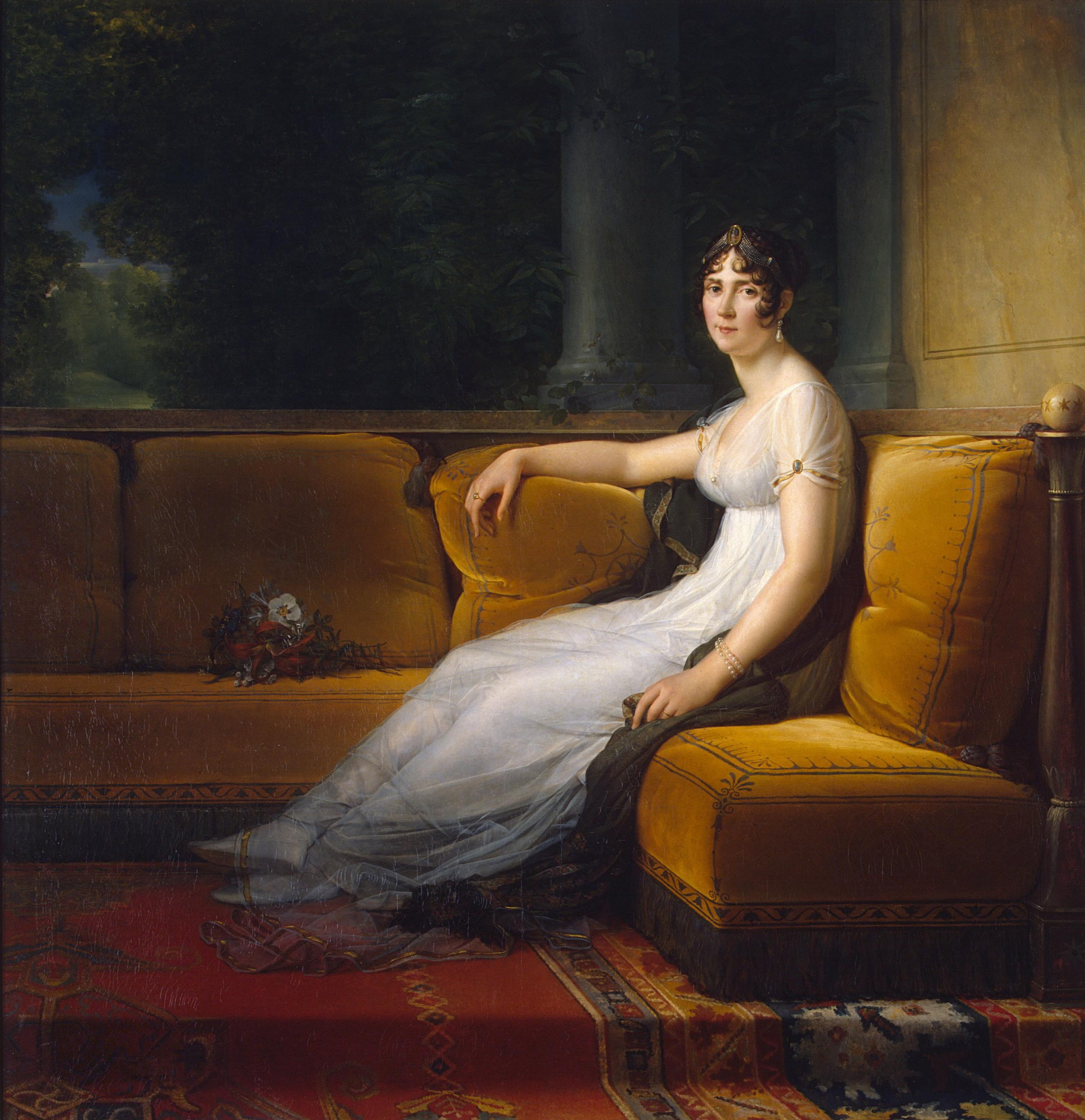
L’amitié de Joséphine de Beauharnais joua sans doute un rôle important dans la carrière de Jean Chanorier.

En 1788, Chanorier est l’un des douze représentants du tiers état à l’assemblée provinciale de Saint-Germain, tenue chez le Comte d’Artois. Siégeant au bureau des impositions, il critique le système fiscal, la taille et l’impôt d’industrie, et soutient la création d’un impôt territorial. Il participe, à l’assemblée de la noblesse de la prévôté et vicomté de Paris, à l’élection des députés aux États-Généraux. Lors de l’émeute de Chatou du 11 mai 1789, dirigée contre son voisin et ami Bertin, il joue le rôle de médiateur entre les habitants du village et l’ancien contrôleur général des finances. Chanorier est enfin élu, par 51 voix sur 52 votants, le premier maire de la commune de Croissy, du 22 janvier 1790 au 14 novembre 1790. Ensuite, il est élu commissaire de l’Assemblée primaire de la première section du canton extra-muros de Saint-Germain-en-Laye.
Maire de Croissy, c’est lui qui prend en charge les frais de la création de la Garde nationale, et met à disposition ses pâtures pour célébrer la messe pour la Fédération, le 14 juillet 1790, durant laquelle il renouvelle son serment civique. Le 20 novembre 1789, il verse 9 000 livres de don patriotique. Cependant, il démissionne de la mairie le 14 novembre 1790, officiellement parce qu’il s’apprête à passer l’hiver à Paris. Le 17 août 1792, sur réquisition du district, en son absence, la municipalité met les scellés et saisit la poudre dans son château. Cette mesure s’applique à l’ensemble des riches parisiens ayant une demeure dans le village, bien que le nouveau maire proteste du patriotisme de Chanorier. Il est soupçonné d’avoir émigré pour rejoindre à Coblence son suzerain, le prince de Condé. Dès son retour, Chanorier prête le serment d’égalité et de liberté, rappelle son attachement à la Révolution, approuve les saisies et pour preuve de sa bonne foi, fait don de son argenterie à la Monnaie de Paris.

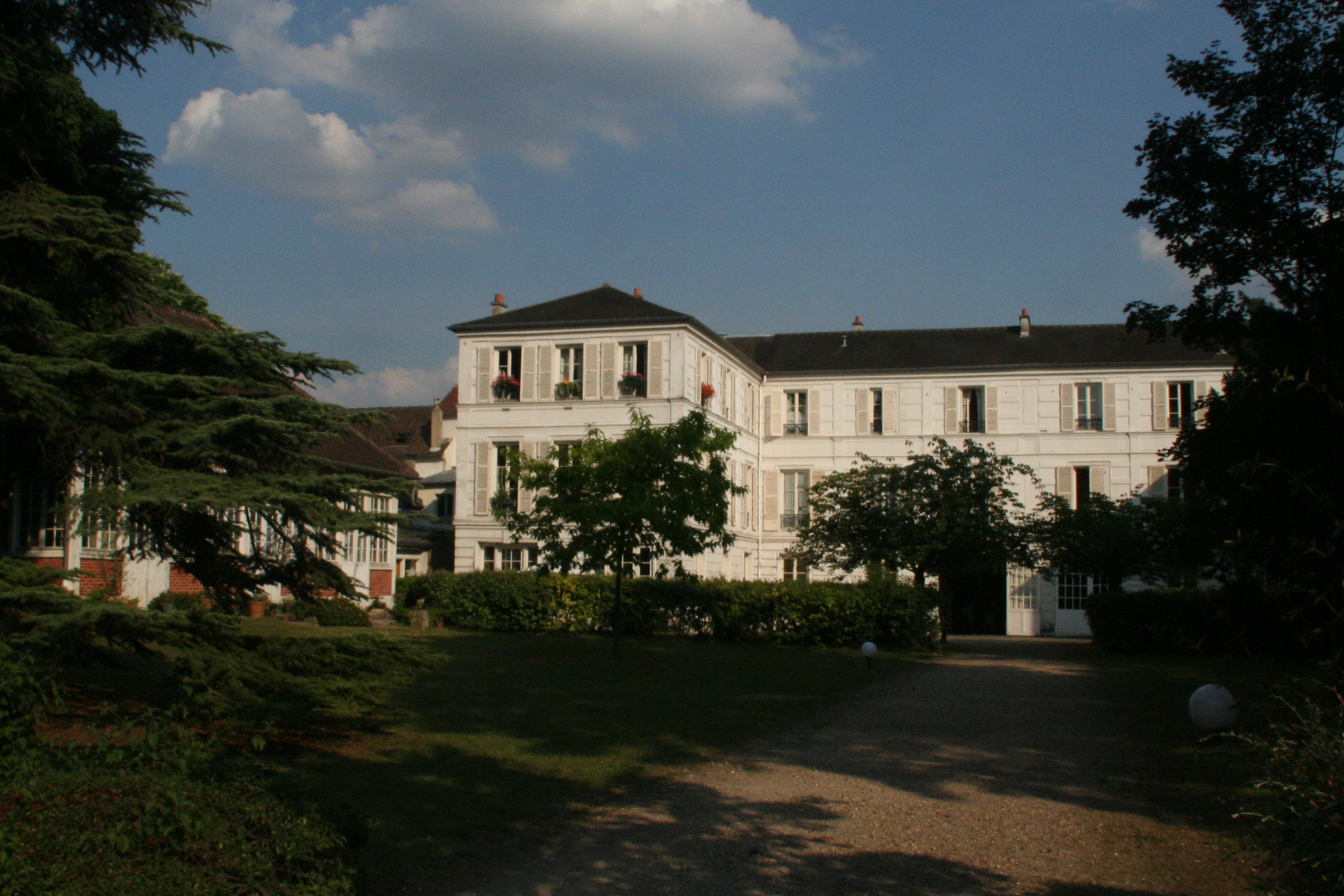
La façade côté jardin de la « maison-Joséphine » à Croissy, où vécut Joséphine de Beauharnais à partir de 1793.

Lorsque Joséphine de Beauharnais vient habiter Croissy, en 1793, elle place sa fille Hortense, âgée de dix ans, en apprentissage auprès de Julie Blezeau, couturière du château de Chanorier. Le château devient alors le lieu de rendez-vous d’aristocrates qui ont fui Paris, tels madame Campan, l’une des dames de compagnie de Marie-Antoinette, le prêtre réfractaire Mayneaud de Pancemont, ou encore Jean-Charles Gravier, baron de Vergennes, fils de l’ancien ministre et surtout son épouse, la comtesse de Rémusat qui y vivra plusieurs mois. Le Girondin Pierre-François Réal est également un habitué du château Chanorier. Les liens noués à Croissy entre Chanorier et ses amis et la future impératrice Joséphine vont plus tard favoriser leur carrière sous l’Empire.
Lors de son procès devant le Tribunal révolutionnaire, le notaire parisien François Brichard mentionne le nom de Chanorier, qui l’avait renseigné sur la solvabilité d’un client. Le Comité de salut public décrète d’accusation Chanorier, mais l’agent envoyé à son domicile parisien -alors situé rue des Fossés-Montmartre (actuelle rue Feydeau)- ne le trouve pas chez lui. Chanorier se voit contraint de fuir Paris et d’aller passer quelque temps en Suisse, revenant seulement après Thermidor.
La commune, puis le district, attestent qu’il est un patriote. Le département, considérant qu’il avait émigré dans un pays ami, autorise son retour, après avis de la commission de l’agriculture et des arts. L’école qu’il avait créée à Croissy ayant été mise en vente comme bien national, il la rachète et en fait don à la commune. Il est également nommé répartiteur de l’impôt foncier pour la commune de Croissy, le 19 thermidor an V (1er août 1797), puis le 6 frimaire (26 novembre), membre de la commission d’équité du département, dont il est aussitôt radié en tant qu’ex-noble.

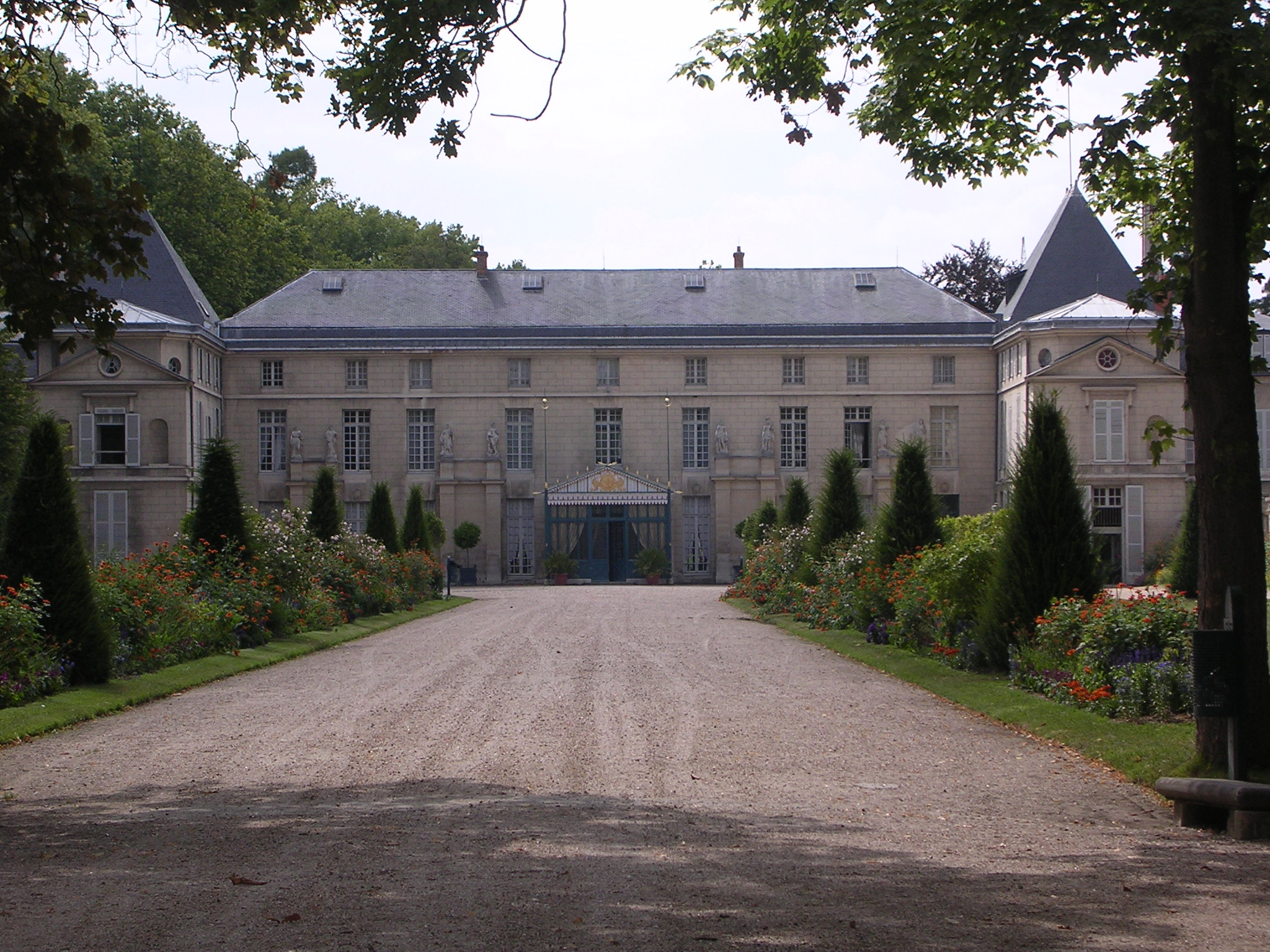
Joséphine de Beauharnais sollicita les conseils de Jean Chanorier pour acheter son domaine de la Malmaison.

La future impératrice Joséphine de Beauharnais fait appel à lui pour évaluer le domaine de la Malmaison et en négocier l’achat pour elle. Toujours passionné par les questions d’élevage, il lui suggère d’augmenter le revenu du domaine en faisant passer le troupeau de 150 à 300 moutons. Joséphine suivra probablement ce conseil, puisqu’elle lui demande de lui céder son maître berger.
Grâce à cette amitié, sous le Consulat, il est nommé l’un des trois directeurs de la caisse d’amortissement, avec Mollien, futur ministre des finances de Napoléon, et Jean-Baptiste Decrétot par un arrêt du 8 frimaire an VIII (29 novembre 1799). Il bénéficie alors de la faveur du premier consul, Napoléon Bonaparte, qui a épousé son amie Joséphine de Beauharnais. Sa carrière agronomique se poursuit parallèlement, puisqu’il est président de la Société libre d’agriculture de Seine-et-Oise du 4 janvier au 23 juillet 1799.
Le 27 germinal an VII, il est élu député au Conseil des Cinq-Cents, par l’assemblée des électeurs de Seine-et-Oise, par 181 voix sur 355 votants, sans que sa noblesse ne soit retenue contre lui. Son activité législative semble avoir été limitée. Puis, par décret du premier consul en date du 1er prairial an VII, membre du Conseil général de Seine-et-Oise, où il s’occupe de questions foncières.

### Le membre de l’Institut

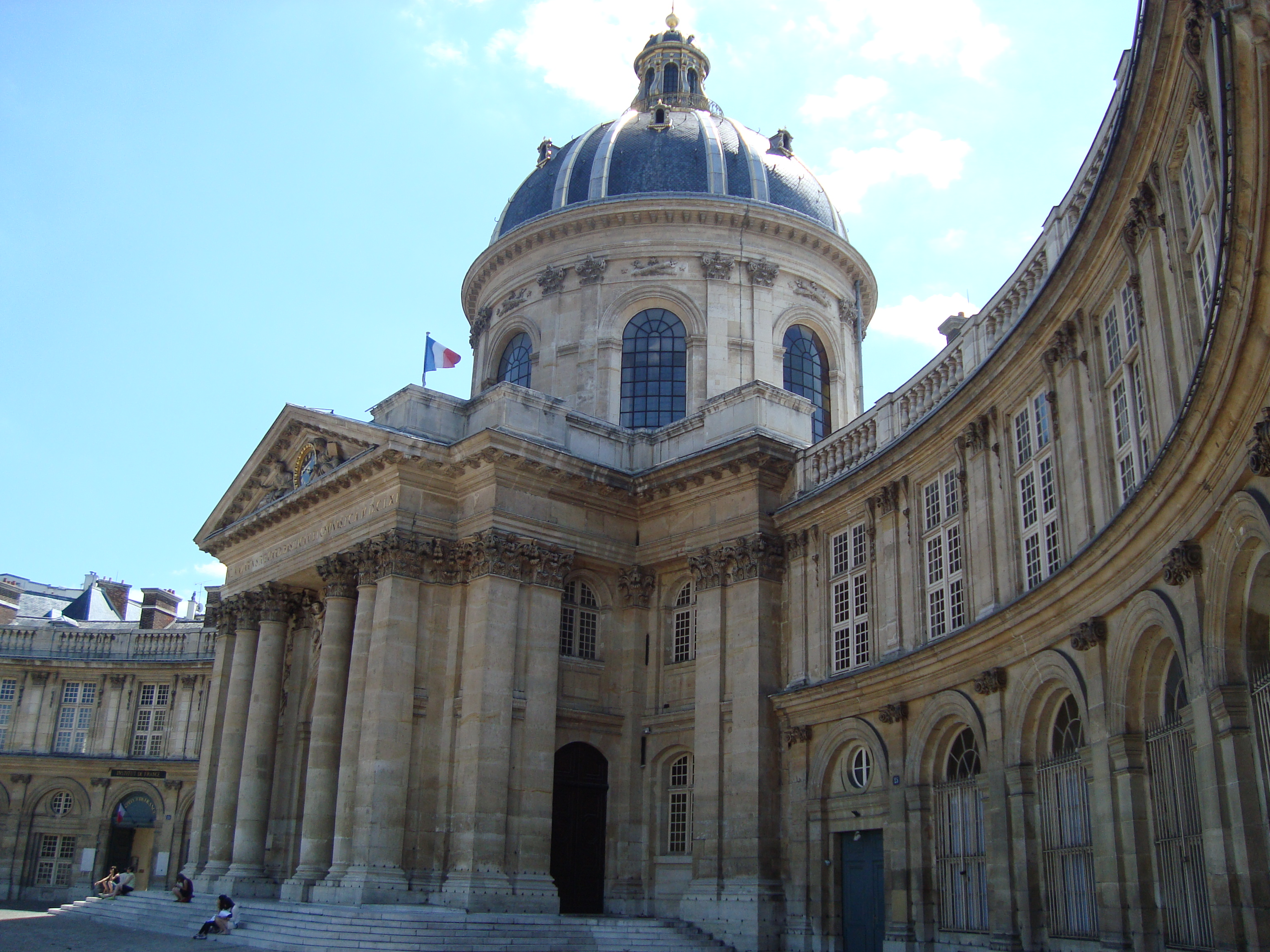
Chanorier fut membre associé de l’Institut de France, où il ne prononça qu’un seul discours.

Chanorier est élu, le 25 septembre 1797, membre associé non-résident de l’Institut de France pour la Classe des Sciences (section d’Économie rurale et Art vétérinaire), puis en 1803, membre correspondant. Il participe à la vie de l’Institut, mais n’écrit pas : ses travaux agronomiques et ses discours font l’objet de rapports rédigés par des savants prestigieux. Praticien plus que théoricien de l’agronomie, Chanorier doit probablement sa nomination à l’Institut à la protection de Joséphine plus qu’à sa notoriété scientifique.
Le 26 floréal an VII, il lit un mémoire portant sur les draps tissés à partir des laines de son élevage, qui est imprimé. Il y démontre qu’il est possible, contrairement à ce que l’on pensait jusqu’alors, de teindre les laines de moutons espagnols. Chanorier en fit l’expérience avec l’aide de Leroy et Rouy, de la manufacture de Sedan. Sur ses indications, les opticiens Zougan et Richer conçoivent un micromètre destiné à analyser les fibres de ses laines, qu’il compare avec des échantillons espagnols que lui rapporte le négociant Delon. Il s’agit de vérifier si la laine des moutons élevés en France remplit le critère de finesse et de qualité défini par Daubenton, soit une laine dont les fibres ont un diamètre inférieur à 1/60e de millimètre, donc de démontrer que ces animaux ne dégénèrent pas, malgré le sol et le climat différent de celui de l’Espagne. L’enjeu est donc à la fois théorique et économique. Daubenton, Fourcroy et Desmarets font un rapport élogieux sur les résultats de l’élevage de Chanorier, et demandent la publication de son court mémoire. Le 15 messidor an VIII, il aurait dû y lire un autre texte, si la séance n’avait pas été levée par le président en raison de la prestation médiocre que venait d’y faire Sébastien Mercier.

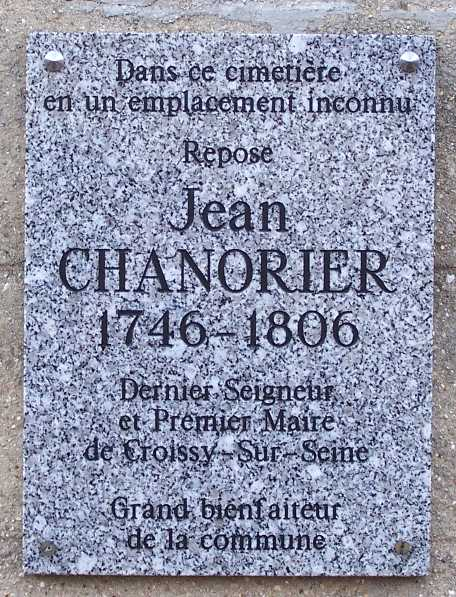
Plaque commémorative dans le cimetière de Croissy-sur-Seine.

S’il n’écrit presque pas, les compétences pratiques de Chanorier n’en sont pas moins sollicitées par ses collègues de l’Institut. Ainsi, il fait partie de la commission dirigée par Huzard, composée de Parmentier, Cuvier, Hallé et Tessier, chargée d’examiner des moutons atteints du « tournis ». Du fait de ses liens avec son ancien collègue Mollien devenu ministre des finances, il est chargé de résoudre le problème posé par l’immobilisation en douane à Calais de la collection envoyée par le chevalier Blanks. Soucieux de la diffusion du mouton mérinos, il assure la formation des éleveurs, en offrant aux acheteurs de produits de son troupeau de prendre en pension leurs bergers pendant deux décades.

### La fin de sa vie
À partir de l’an IX (1800-1801), Chanorier abandonne toute fonction politique, en raison de sa santé déclinante. Souffrant d’une paralysie et d’une altération de ses facultés mentales, il est mis sous interdit judiciaire le 24 floréal an X. Par testament en date du 9 frimaire an IX, il crée une rente de 300 francs destinée à fournir l’alimentation à des personnes âgées pauvres de la commune de Croissy-sur-Seine. Cette rente est validée par décret impérial du 6 juin 1807.
Le château qu’il a possédé à Croissy est devenu un centre culturel, tandis qu’une école a porté son nom.

## Œuvre
- Daubenton, Fourcroy, Desmarets, Troupeaux de bêtes à laine de pure race d’Espagne du C. Chanorier, membre associé de l’Institut, à Croissy-sur-Seine, près Chatou, département de Seine-et-Oise, Vve Huzard, Paris, An VII, 8 p. (télécharger le livre).
- « Mémoire sur un drap bleu teint en laine et fabriqué avec les toisons du troupeau de race pure d’Espagne établi à Croissy-sur-Seine, département de Seine-et-Oise », en 1786, par le citoyen Chanorier, in Mémoires de l’Institut national des sciences et arts... Sciences mathématiques et physiques, an VII [1798-1799] (t. 2), p. 484-88. (télécharger le livre).